# Rødt
Rødt (Abk. R; nynorsk Raudt; deutsch Rot) ist eine marxistische und demokratisch-sozialistische Partei in Norwegen. Seit der Parlamentswahl 2021 entsendet sie acht Abgeordnete in das nationale Parlament Storting.

## Geschichte
Rødt entstand am 11. März 2007 durch den Zusammenschluss der Rød Valgallianse (Roten Wahlallianz) und der maoistisch orientierten Arbeidernes kommunistparti (Kommunistischen Arbeiterpartei, AKP). Infolge des Tian’anmen-Massakers und mit dem Niedergang des Ostblocks war es zu Umbrüchen in der AKP gekommen. Diese politischen Veränderungen ermöglichten die Gründung von Rødt.
Im September 2007 schloss sich die trotzkistische Organisation Internasjonale Sosialister, Teil der International Socialist Tendency, der neuen Partei an. Damit verfügte sie über etwa 1.700 Mitglieder. 2016 zählte die Partei schon 3.093 Mitglieder. Bis zum Juni 2018 gab es erneut ein deutliches Wachstum; der Partei gehörten zu diesem Zeitpunkt 6.000 Mitglieder an. Gleichzeitig waren die Umfrageergebnisse für das Storting stabil bei 4,9 %, was 8 Mandaten entsprechen würde.
Erster Vorsitzender der Partei wurde Torstein Dahle, der ab 2003 der Rød Valgallianse vorgestanden hatte. Als Stellvertreterinnen fungierten Ingrid Baltzersen, zuvor Vorsitzende der Arbeidernes kommunistparti, und die aus Uruguay stammende Pädagogin Ana Taylor Lopez.

## Programm
Rødt versteht sich selbst als „revolutionäre“ Partei und bezieht sich sowohl auf das Prinzip des Klassenkampfes als auch auf das Konzept eines „demokratischen Sozialismus“. In einem Manifest, das vom Stiftungsparteitag im März 2007 angenommen wurde, wird als Ziel eine „demokratische und sozialistische Gesellschaft“ angegeben, die geprägt ist von „ökologischer Balance, individueller Freiheit, Frauenemanzipation, sozialer Gerechtigkeit und der Abschaffung der Armut“. Vision bleibe die „klassenlose Gesellschaft“. Auf einem Parteitag im Jahr 2019 beschlossen die Delegierten mehrheitlich, das Wort „Kommunismus“ nicht aus dem Grundsatzprogramm zu streichen.
Ein wichtiges Thema von Rødt ist die Verteidigung und auch der Ausbau des Wohlfahrtsstaates, den die rechten Parteien aus ihrer Sicht abschaffen möchten. Die Partei meint, dass niemand mehr als 1.500.000 Kronen (etwa 150.000 Euro) im Jahr verdienen sollte und deshalb alles darüber mit 100 % besteuert werden sollte.
Die Partei fordert gleichen Lohn für Mann und Frau und einen radikalen Wandel in der Umweltpolitik angesichts der drohenden Klimakatastrophe. In der Wirtschaftspolitik lehnt sie eine Privatisierung von staatlichen Firmen ab und tritt für eine Verstaatlichung von Unternehmen wie Telenor oder Statoil ein. Sie unterstützt anti-rassistische Aktionen und kritisiert die ihrer Meinung nach restriktive Asylpolitik Norwegens.
Außenpolitisch verlangt die Partei den Austritt Norwegens aus der NATO und den Abzug norwegischer Truppen aus Afghanistan. Eine Mitgliedschaft Norwegens in der Europäischen Union lehnt Rødt entschieden ab.
Die Partei unterhält keine offiziellen Verbindungen zu Parteien im Ausland. Jedoch beteiligt sie sich u. a. am globalisierungskritischen Netzwerk Attac und der pro-palästinensischen Initiative in Norwegen (Palestinakomiteen). Sie ruft unter anderem zu einem Boykott des „Okkupanten Israel“ auf.

## Wahlen

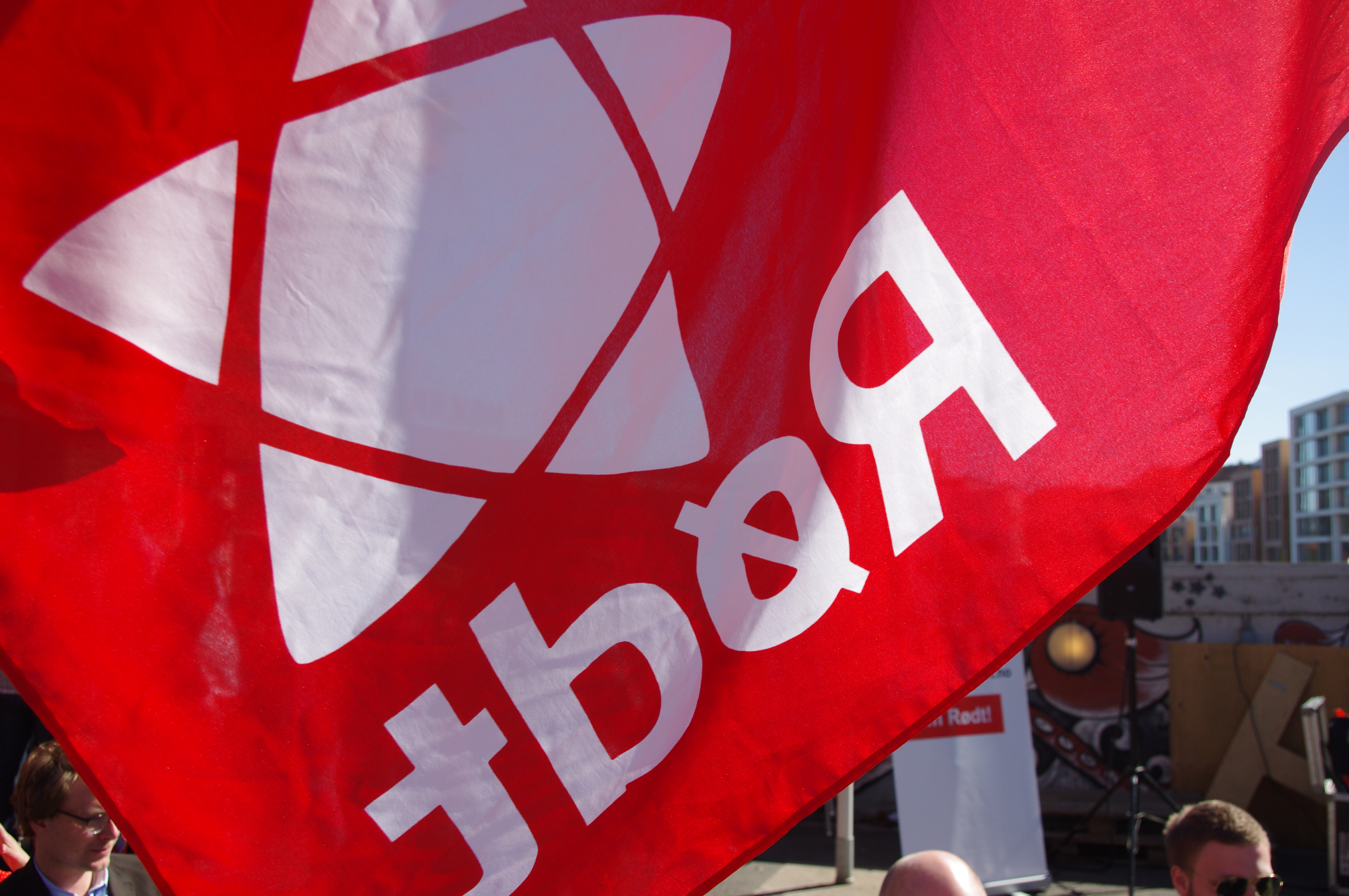
Fahne von Rødt

Zur Kommunalwahl 2007 trat die Partei aus juristischen Gründen noch unter dem Namen Rød Valgallianse an. Sie gewann landesweit 41.340 Stimmen, was einem Anteil von 1,9 Prozent entsprach. Sie konnte dabei in 66 Gemeindevertretungen einziehen und stellte in Risør den Bürgermeister.
Nach der Kommunalwahl 2011 verfügt die Partei über 57 lokale Abgeordnetenmandate und fünf Sitze in Fylkestingen.
Für die Parlamentswahl 2009 stellte Rødt Kandidaten in allen Provinzen auf. Am stärksten schnitt die Partei in Oslo und Hordaland ab. Bei einem Stimmenanteil von landesweit 1,3 Prozent gewann sie jedoch kein Mandat im Storting. 2013 ging der Stimmenanteil zurück; ein Kreismandat in Oslo wurde knapp verfehlt. Bei der Parlamentswahl 2017 konnte das Ergebnis verbessert werden und Rødt das erste Mal einen Abgeordneten ins Parlament entsenden. Dies war zuvor nur der Vorgängerorganisation Arbeidernes kommunistparti (als Rød Valgallianse) 1993 gelungen. Das Osloer Kreismandat nahm der Vorsitzende Bjørnar Moxnes wahr. Bei der Parlamentswahl 2021 übersprang die Partei erstmals die Sperrklausel von vier Prozent und zog mit acht Abgeordneten in das Storting ein.

### Wahlergebnisse

Stimmenanteile von Rødt nach Kommune (Wahl 2021)

| Wahljahr | Stimmen | Prozent | Sitze   | ± |
| -------- | ------- | ------- | ------- | - |
| 2009     | 36.219  | 1,3     | 0 / 169 | 0 |
| 2013     | 30.751  | 1,1     | 0 / 169 | 0 |
| 2017     | 70.341  | 2,4     | 1 / 169 | 1 |
| 2021     | 140.931 | 4,7     | 8 / 169 | 7 |

| Jahr | Prozent | Typ            |
| ---- | ------- | -------------- |
| 2007 | 1,9 2,1 | Kommunal Fylke |
| 2011 | 1,5 1,7 | Kommunal Fylke |
| 2015 | 2,0 2,2 | Kommunal Fylke |
| 2019 | 3.8 3.9 | Kommunal Fylke |

## Vorsitz
Höchstes Organ zwischen den Parteitagen ist der Arbeitsausschuss (arbeidsutvalget). Dessen Vorsitzenden und seine zwei Stellvertreter bestimmt alle zwei Jahre der Parteitag:
- Torstein Dahle, 2007–2010
- Turid Thomassen, 2010–2012
- Bjørnar Moxnes, 2012–2023[12]
- Marie Sneve Martinussen, seit 2023[13]